# Lilla Fiskesjön
Lilla Fiskesjön är en sjö i Svenljunga kommun i Västergötland och ingår i Ätrans huvudavrinningsområde.